# Demokratischer Konföderalismus

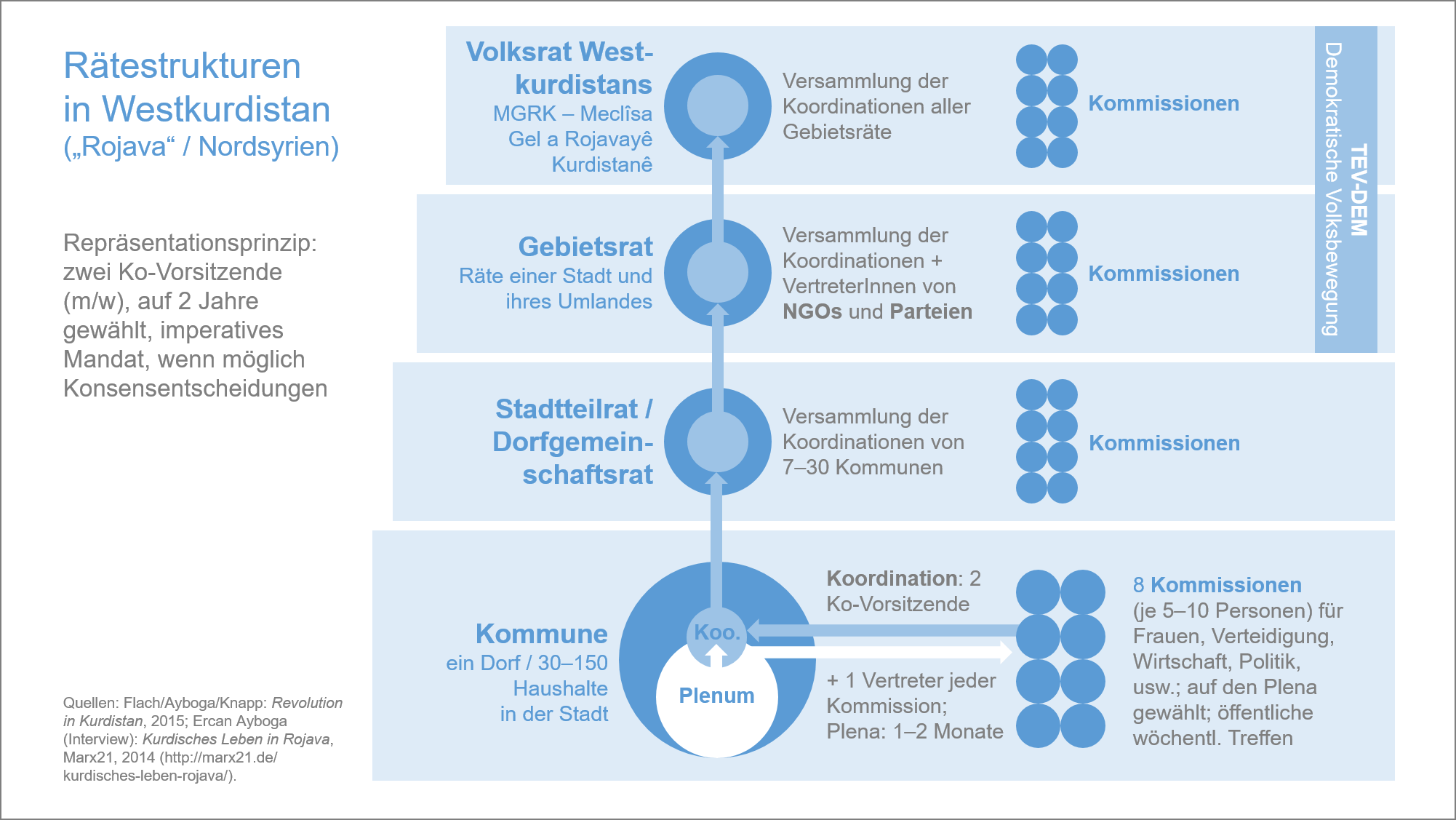
Schematische Darstellung des Rätesystems in Rojava

Der Demokratische Konföderalismus ist das politische Leitkonzept der de facto autonomen Föderation Nordsyrien – Rojava.
Er ist die Eigenbezeichnung der Ideologie der Koma Civakên Kurdistan (KCK) sowie des Kongra-Gel und aller Mitgliedsorganisationen der Untergrundorganisation Arbeiterpartei Kurdistans (PKK) zur Bildung einer nichtstaatlichen Gesellschaft in Kurdistan. Dieses System soll eine demokratisch-ökologische Zivilgesellschaft im Nahen Osten schaffen, die keine Staatsgründung zum Ziel haben soll, sondern die Abschaffung des Staates und aller Hierarchien.
Angestrebt wird dabei nicht eine kurdische Eigenstaatlichkeit und auch keine Konföderation von Teilstaaten, sondern der Aufbau einer Selbstverwaltung durch kommunale Basisorganisierung und ohne die bestehenden Staatsgrenzen anzutasten. Diese soll erreicht werden durch eine gleichberechtigte Föderation von Regionen, Kantonen, Städten und Kommunen. Ideologisch ist diese Strömung dem libertären Kommunalismus zuzurechnen.
Diese Weltanschauung formulierte der in Imrali inhaftierte Abdullah Öcalan. Er wurde dabei von den Schriften Murray Bookchins inspiriert.

## Historie
Die Region Kurdistan (im Nord-Irak) etablierte ihre Teilautonomie unter kurdischer Verwaltung 2005, laut Verfassungsschutz Niedersachsen ohne Einfluss der PKK. Unter diesem Eindruck ersetzte Abdullah Öcalan das Konzept des eigenständigen Kurdistan durch die Idee des demokratischen Konföderalismus. Dieser galt als Ideologie der 2005 gegründeten Konföderation der kurdischen Gemeinschaften („Koma Komalen Kurdistan“, KKK). Sie ist Vorläufer der  Koma Civakên Kurdistan (KCK) und ihre Gründung fällt zeitlich nah mit der Auflösung der PKK zusammen. Dieses neue Konzept sah zur Lösung der Kurdenfrage im Nahen Osten eine Autonomie der kurdischen Gebiete innerhalb der vier von Kurden besiedelten Staaten (Iran, Irak, Syrien und Türkei) vor.

## Politik
Essentiell für demokratischen Föderalismus ist Selbstverwaltung. So sollen selbst kleinste Gemeinschaften dazu in die Lage versetzt werden, ihr Leben auf allen Ebenen selbst zu organisieren.